# Maxence Muzaton
Maxence Muzaton (ur. 26 czerwca 1990 w Épernay) – francuski narciarz alpejski, złoty medalista mistrzostw świata juniorów.

## Kariera
Po raz pierwszy na arenie międzynarodowej Maxence Muzaton pojawił się 29 listopada 2005 roku w Tignes, gdzie w zawodach FIS Race zajął 52. miejsce w slalomie. W 2010 wystartował na mistrzostwach świata juniorów w regionie Mont Blanc, zdobywając złoty medal w supergigancie. W zawodach tych wyprzedził Espena Lysdahla z Norwegii oraz Włocha Mattię Casse. Na tej samej imprezie był też ósmy w zjeździe, 27. w slalomie, a rywalizacji w gigancie nie ukończył. W zawodach Pucharu Świata zadebiutował 11 marca 2010 roku w Garmisch-Partenkirchen, gdzie nie ukończył supergiganta. Pierwsze pucharowe punkty wywalczył 18 stycznia 2013 roku w Wengen, gdzie zajął 24. miejsce superkombinacji. Na początku 2017 roku, 13 stycznia w Wengen po raz pierwszy stanął na podium zawodów tego cyklu, zajmując drugie miejsce w superkombinacji. Rozdzielił tam na podium Nielsa Hintermanna ze Szwajcarii i Austriaka Frederica Bertholda. W 2015 roku wystąpił na mistrzostwach świata w Vail/Beaver Creek, zajmując 38. miejsce w superkombinacji. Wystartował na Zimowych Igrzyskach Olimpijskich 2018 w Pjongczang. Jego najlepszym wynikiem na nich była 18. pozycja w supergigancie.

## Osiągnięcia

### Igrzyska olimpijskie
| Miejsce | Dzień     | Rok  | Miejscowość | Konkurencja     | Czas biegu | Strata | Zwycięzca          |
| ------- | --------- | ---- | ----------- | --------------- | ---------- | ------ | ------------------ |
| DNF2    | 13 lutego | 2018 | Pjongczang  | Superkombinacja | 1:20,58    | -      | Marcel Hirscher    |
| 23.     | 15 lutego | 2018 | Pjongczang  | Zjazd           | 1:40,25    | +2,71  | Aksel Lund Svindal |
| 18.     | 16 lutego | 2018 | Pjongczang  | Supergigant     | 1:24,44    | +1,64  | Matthias Mayer     |
| 11.     | 7 lutego  | 2022 | Pekin       | Zjazd           | 1:42,69    | +1,13  | Beat Feuz          |

### Mistrzostwa świata
| Miejsce | Dzień     | Rok  | Miejscowość       | Konkurencja     | Czas biegu | Strata | Zwycięzca          |
| ------- | --------- | ---- | ----------------- | --------------- | ---------- | ------ | ------------------ |
| 38.     | 8 lutego  | 2015 | Vail/Beaver Creek | Superkombinacja | 2:36,10    | +9,23  | Marcel Hirscher    |
| DNF2    | 13 lutego | 2017 | Sankt Moritz      | Superkombinacja | 2:26,33    | -      | Luca Aerni         |
| 30.     | 9 lutego  | 2019 | Åre               | Zjazd           | 1:19,98    | +1,92  | Kjetil Jansrud     |
| 25.     | 11 lutego | 2019 | Åre               | Superkombinacja | 1:47,71    | +2,43  | Alexis Pinturault  |
| DNF     | 14 lutego | 2021 | Cortina d’Ampezzo | Zjazd           | 1:37,79    | -      | Vincent Kriechmayr |

### Mistrzostwa świata juniorów
| Miejsce | Dzień       | Rok  | Miejscowość       | Konkurencja | Czas biegu | Strata | Zwycięzca       |
| ------- | ----------- | ---- | ----------------- | ----------- | ---------- | ------ | --------------- |
| DNF1    | 31 stycznia | 2010 | Region Mont Blanc | Gigant      | 2:17,55    | -      | Mathieu Faivre  |
| 1.      | 1 lutego    | 2010 | Region Mont Blanc | Supergigant | 1:29,71    | -      | -               |
| 25.     | 2 lutego    | 2010 | Region Mont Blanc | Slalom      | 1:30,97    | +5,72  | Reto Schmidiger |
| 8.      | 4 lutego    | 2010 | Region Mont Blanc | Zjazd       | 1:19,32    | +0,56  | Mattia Casse    |

### Puchar Świata

#### Miejsca w klasyfikacji generalnej
- sezon 2012/2013: 100.
- sezon 2013/2014: 140.
- sezon 2014/2015: 88.
- sezon 2015/2016: 90.
- sezon 2016/2017: 50.
- sezon 2017/2018: 54.
- sezon 2018/2019: 99.
- sezon 2019/2020: 34.
- sezon 2020/2021: 99.
- sezon 2021/2022: 76.

#### Miejsca na podium w zawodach
1. Wengen – 13 stycznia 2017 (superkombinacja) – 2. miejsce